# 케이티 문
케이티 문(영어: Katie Moon, 영어 발음: /ˈkeɪti mun/)으로 잘 알려진 캐스린 엘리자베스 문(영어: Kathryn Elizabeth Moon, 영어 발음: /ˈkæθrɪn ɪˈlɪzəbəθ mun/, 1991년 6월 13일~)은 미국의 육상 선수로 주 종목은 장대높이뛰기이다. 2020년 하계 올림픽에서 여자 장대높이뛰기 금메달을 획득했고 2024년 하계 올림픽에서 여자 장대높이뛰기 은메달을 획득했다. 또한 세계 선수권 대회에서 금메달 2개(2022, 2023)를 획득했다.
결혼 전 케이티 너조트(영어: Katie Nageotte, 영어 발음: /ˈkeɪti nəˈʒɒt/)이다.